# Saint-Mexant
Saint-Mexant est une commune française située dans le département de la Corrèze (région Nouvelle-Aquitaine).

## Géographie

### Localisation
Village de la Corrèze dans la région Nouvelle-Aquitaine, Saint-Mexant fait partie du canton de Tulle-Campagne-Nord. Située à 420 mètres d'altitude et voisine des communes de Saint-Germain-les-Vergnes et de Favars, 1 073 habitants résident sur la commune de Saint-Mexant sur une superficie de 18,6 km2 (soit 57,6 hab/km2). La plus grande ville à proximité de Saint-Mexant est la ville de Tulle située au sud-est de la commune à 9 km. Saint-Mexant porte le code Insee 19227 et est associée au code postal 19330.
La commune est arrosée par deux sous-affluents de la Corrèze : le Maumont Noir qui y prend sa source, et le Maumont Blanc.
La commune est située à 45° 17′ 10″ N, 1° 39′ 32″ E.

### Climat
Pour des articles plus généraux, voir Climat de la Nouvelle-Aquitaine et Climat de la Corrèze.
Historiquement, la commune est dans une zone de transition entre les climats océaniques aquitain et montagnard.  
En 2020, Météo-France publie une typologie des climats de la France métropolitaine dans laquelle la commune est dans une zone de transition entre le climat océanique altéré et le climat de montagne et est dans la région climatique  Ouest et nord-ouest du Massif Central, caractérisée par une pluviométrie annuelle de 900 à 1 500 mm, maximale en automne et en hiver.
Pour la période 1971-2000, la température annuelle moyenne est de 11,1 °C, avec  une amplitude thermique annuelle de 15,1 °C. Le cumul annuel moyen de précipitations est de 1 241 mm, avec 12,6 jours de précipitations en janvier et 7,7 jours en juillet. Pour la période 1991-2020, la température moyenne annuelle observée sur la station météorologique la plus proche, située sur la commune de Tulle à 9 km à vol d'oiseau, est de 12,1 °C et le cumul annuel moyen de précipitations est de 1 236,1 mm,. Pour l'avenir, les paramètres climatiques de la commune estimés pour 2050 selon différents scénarios d’émission de gaz à effet de serre sont consultables sur un site dédié publié par Météo-France en novembre 2022.

## Urbanisme

### Typologie
Au 1er janvier 2024, Saint-Mexant est catégorisée commune rurale à habitat dispersé, selon la nouvelle grille communale de densité à 7 niveaux définie par l'Insee en 2022.
Elle est située hors unité urbaine. Par ailleurs la commune fait partie de l'aire d'attraction de Brive-la-Gaillarde, dont elle est une commune de la couronne,. Cette aire, qui regroupe 80 communes, est catégorisée dans les aires de 50 000 à moins de 200 000 habitants,.

### Occupation des sols
L'occupation des sols de la commune, telle qu'elle ressort de la base de données européenne d’occupation biophysique des sols Corine Land Cover (CLC), est marquée par l'importance des territoires agricoles (76,8 % en 2018), en augmentation par rapport à 1990 (75,9 %). La répartition détaillée en 2018 est la suivante : 
zones agricoles hétérogènes (50,6 %), prairies (23,5 %), forêts (17,5 %), terres arables (2,7 %), zones urbanisées (2,1 %), zones industrielles ou commerciales et réseaux de communication (1,8 %), milieux à végétation arbustive et/ou herbacée (1,8 %).
L'évolution de l’occupation des sols de la commune et de ses infrastructures peut être observée sur les différentes représentations cartographiques du territoire : la carte de Cassini (XVIIIe siècle), la carte d'état-major (1820-1866) et les cartes ou photos aériennes de l'IGN pour la période actuelle (1950 à aujourd'hui).

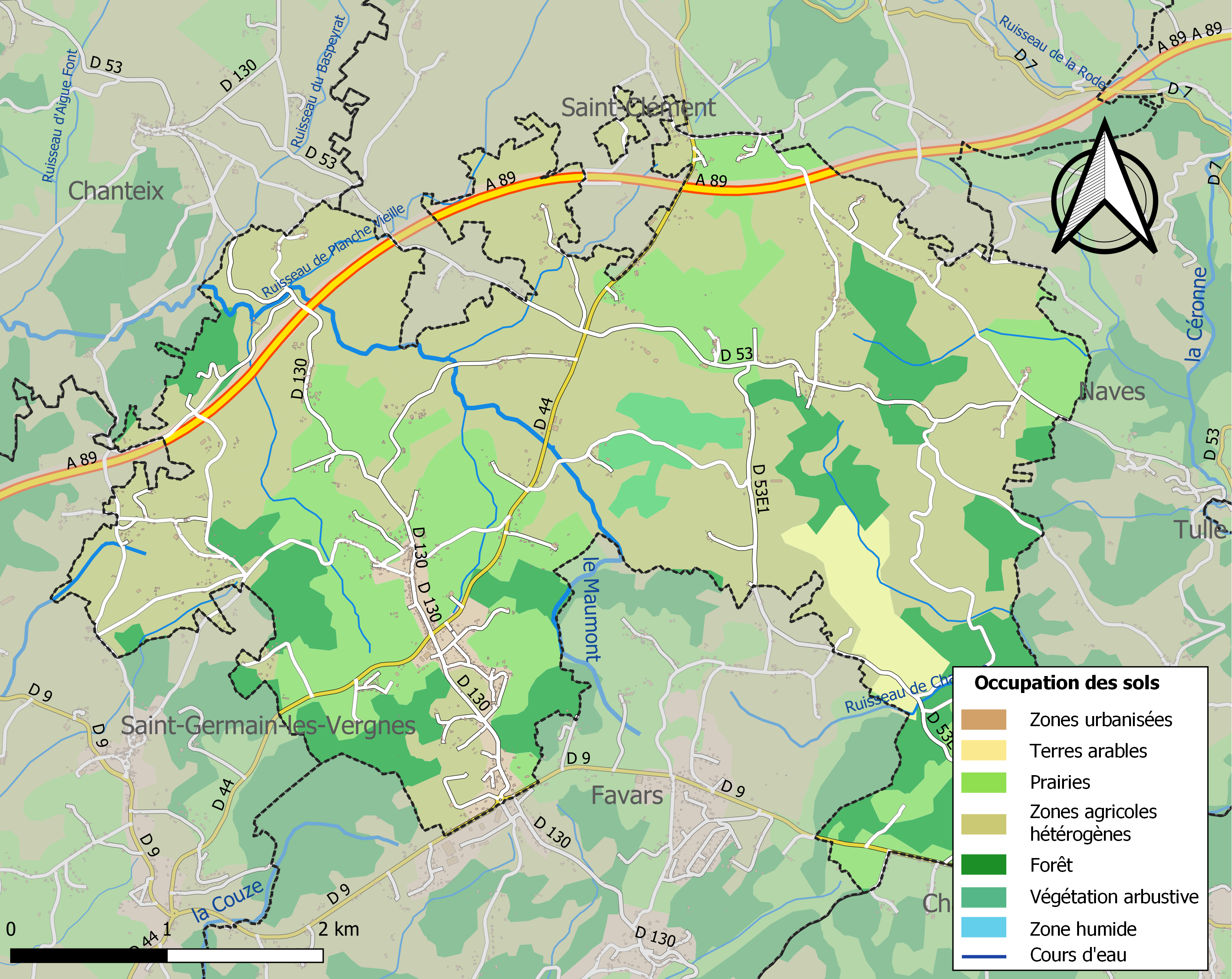
Carte des infrastructures et de l'occupation des sols de la commune en 2018 (CLC).

### Risques majeurs
Le territoire de la commune de Saint-Mexant est vulnérable à différents aléas naturels : météorologiques (tempête, orage, neige, grand froid, canicule ou sécheresse), feux de forêts et séisme (sismicité très faible). Il est également exposé à un risque technologique,  le transport de matières dangereuses, et à un risque particulier : le risque de radon. Un site publié par le BRGM permet d'évaluer simplement et rapidement les risques d'un bien localisé soit par son adresse soit par le numéro de sa parcelle.

#### Risques naturels

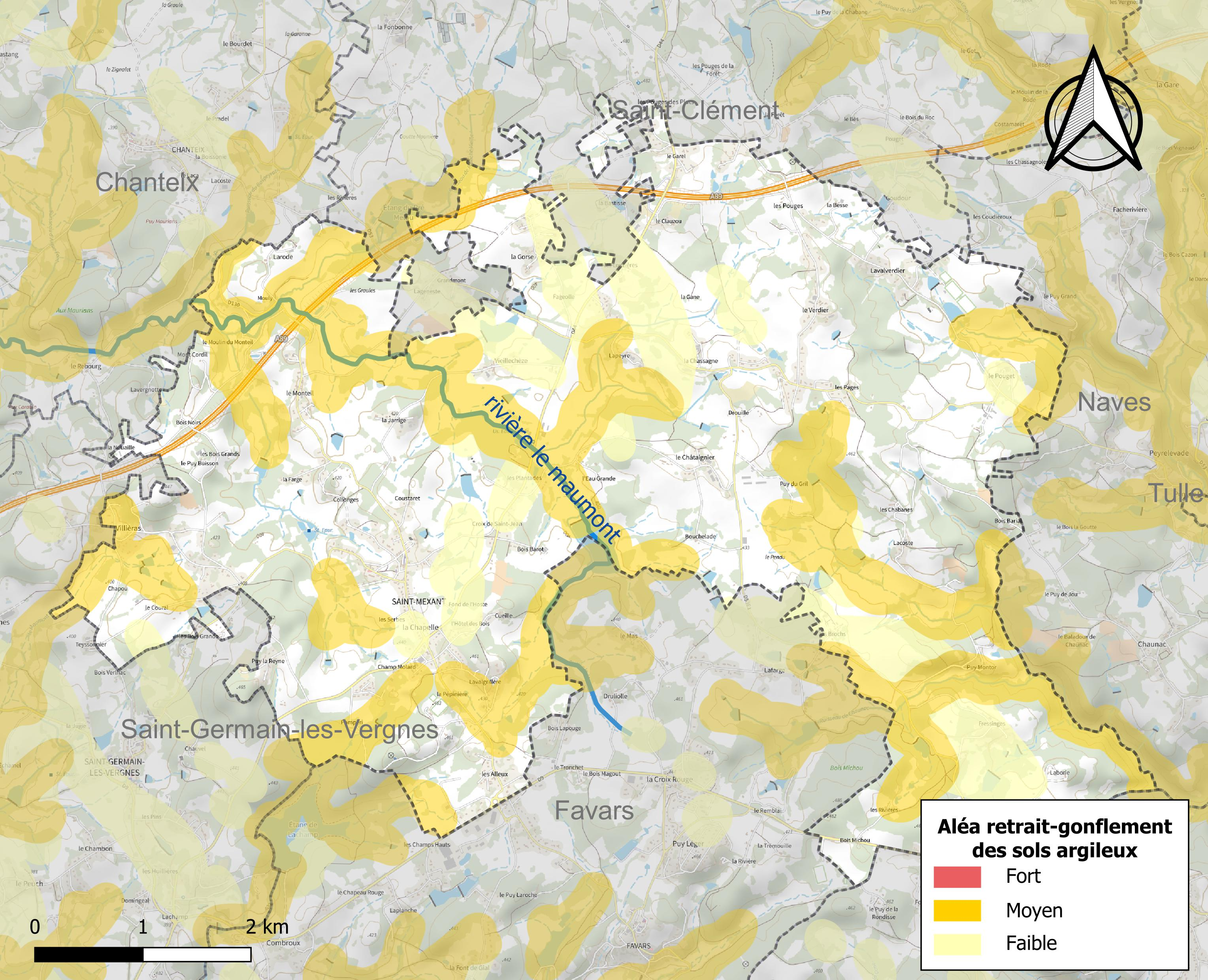
Carte des zones d'aléa retrait-gonflement des sols argileux de Saint-Mexant.

Le retrait-gonflement des sols argileux est susceptible d'engendrer des dommages importants aux bâtiments en cas d’alternance de périodes de sécheresse et de pluie. 28,9 % de la superficie communale est en aléa moyen ou fort (26,8 % au niveau départemental et 48,5 % au niveau national). Sur les 603 bâtiments dénombrés sur la commune en 2019,  72 sont en aléa moyen ou fort, soit 12 %, à comparer aux 36 % au niveau départemental et 54 % au niveau national. Une cartographie de l'exposition du territoire national au retrait gonflement des sols argileux est disponible sur le site du BRGM,.
Concernant les feux de forêt, aucun plan de prévention des risques incendie de forêt (PPRIF) n’a été établi en Corrèze, néanmoins le code de l’urbanisme impose la prise en compte des risques dans les documents d’urbanisme. Le périmètre des servitudes d'utilité publique et des zones d'obligation légale de débroussaillement pour les particuliers est quant à lui défini pour la commune dans une carte dédiée. 

#### Risques technologiques
Le risque de transport de matières dangereuses sur la commune est lié à sa traversée par une route à fort trafic et une canalisation de transport d'hydrocarbures. Un accident se produisant sur de telles infrastructures est susceptible d’avoir des effets graves sur les biens, les personnes ou l'environnement, selon la nature du matériau transporté. Des dispositions d’urbanisme peuvent être préconisées en conséquence.

#### Risque particulier
Dans plusieurs parties du territoire national, le radon, accumulé dans certains logements ou autres locaux, peut constituer une source significative d’exposition de la population aux rayonnements ionisants. Certaines communes du département sont concernées par le risque radon à un niveau plus ou moins élevé. Selon la classification de 2018, la commune de Saint-Mexant est classée en zone 3, à savoir zone à potentiel radon significatif. 

## Histoire
Sous la Révolution française, pour suivre un décret de la Convention, la commune change de nom pour Mexant.

## Politique et administration

### Liste des maires
| Période      | Période               | Identité               | Étiquette | Qualité |
| ------------ | --------------------- | ---------------------- | --------- | --- |
| 1848         | 1857                  | Léon Duval             | -         | |
| 1857         | 1871                  | Pierre Druliolle       | -         | |
| 1871         | 1884                  | Henri Duval            | -         | |
| 1884         | 1922                  | Ernest Druliolle       | -         | |
| 1922         | 1944                  | Joannès Beril          | -         | |
| 1944         | 1948                  | Émile Larue            | -         | |
| 1948         | 1995                  | Armand Boucheteil      | PCF       | Conseiller général du canton de Tulle-Nord (1964-1982), puis du canton de Tulle-Campagne-Nord (1982-1994) président du Conseil général (1982-1985) |
| juin 1995    | mars 2008             | René Reyrolle          | PCF       | |
| mars 2008    | décembre 2015 (décès) | Jean-Marie Freysseline | PS        | Retraité |
| janvier 2016 | mai 2020              | Marc Chèze             | PS        | |
| mai 2020     | En cours              | Patrick Bordas         | PS        | Artisan menuisier |

### Politique environnementale
Dans son palmarès 2024, le Conseil national de villes et villages fleuris de France a attribué une fleur à la commune.

## Démographie
L'évolution du nombre d'habitants est connue à travers les recensements de la population effectués dans la commune depuis 1793. Pour les communes de moins de 10 000 habitants, une enquête de recensement portant sur toute la population est réalisée tous les cinq ans, les populations de référence des années intermédiaires étant quant à elles estimées par interpolation ou extrapolation. Pour la commune, le premier recensement exhaustif entrant dans le cadre du nouveau dispositif a été réalisé en 2004.

En 2022, la commune comptait 1 331 habitants, en évolution de +1,68 % par rapport à 2016 (Corrèze : −0,59 %, France hors Mayotte : +2,11 %).
| 1793 | 1800 | 1806 | 1821 | 1831 | 1836 | 1841 | 1846  | 1851  |
| ---- | ---- | ---- | ---- | ---- | ---- | ---- | ----- | ----- |
| 719  | 809  | 808  | 860  | 874  | 967  | 973  | 1 013 | 1 058 |

| 1856  | 1861 | 1866 | 1872 | 1876 | 1881 | 1886  | 1891  | 1896  |
| ----- | ---- | ---- | ---- | ---- | ---- | ----- | ----- | ----- |
| 1 044 | 957  | 937  | 887  | 902  | 936  | 1 020 | 1 048 | 1 063 |

| 1901  | 1906  | 1911  | 1921 | 1926 | 1931 | 1936 | 1946 | 1954 |
| ----- | ----- | ----- | ---- | ---- | ---- | ---- | ---- | ---- |
| 1 088 | 1 082 | 1 033 | 900  | 907  | 909  | 845  | 799  | 746  |

| 1962 | 1968 | 1975 | 1982 | 1990  | 1999  | 2004  | 2006  | 2009  |
| ---- | ---- | ---- | ---- | ----- | ----- | ----- | ----- | ----- |
| 730  | 694  | 757  | 916  | 1 049 | 1 030 | 1 062 | 1 051 | 1 135 |

| 2014  | 2019  | 2022  | - | - | - | - | - | - |
| ----- | ----- | ----- | - | - | - | - | - | - |
| 1 256 | 1 319 | 1 331 | - | - | - | - | - | - |

## Culture locale et patrimoine

### Lieux et monuments
- Église Saint-Mexant-de-Poitiers de Saint-Mexant

### Personnalités liées à la commune
- Rirette Maîtrejean est née à Saint-Mexant

### Héraldique
| Blason de Saint-Mexant | Blason  | De sable à trois fasces ondées d'or, au franc-canton de même à deux lions léopardés de gueules l'un sur l'autre. |
| Blason de Saint-Mexant | Détails | Le statut officiel du blason reste à déterminer.                                                                 |